# Sebastian Coe
Pour les articles homonymes, voir Coe.
Sebastian Newbold Coe, baron Coe de Ranmore, né le 29 septembre 1956 à Chiswick, Londres, est un athlète et homme politique britannique. Il est double champion olympique du 1500 m, organisateur des Jeux olympiques de Londres 2012 et président de World Athletics à compter du 31 août 2015.
En tant qu'athlète, il s'adjuge quatre médailles olympiques et devient le seul athlète à avoir remporté deux titres consécutifs sur 1 500 mètres, en 1980 et en 1984. Il est également sacré champion d'Europe du 800 mètres en 1986. Au cours de sa carrière, son duel avec son compatriote Steve Ovett s'inscrit dans l'histoire de l'athlétisme. En 1979, il devient le premier athlète à cumuler les records du monde du 800 m, du mile et du 1 500 m. Sebastian Coe entre en politique après sa carrière sportive et occupe un siège de député pour le Parti conservateur de 1992 à 1997.
En 2005, il est à la tête du comité de candidature de la ville de Londres pour l'organisation des Jeux olympiques d'été de 2012. Son charisme permet de faire en partie la différence avec la candidature de Paris 2012 lors du vote final du Comité international olympique en faveur de Londres le 6 juillet 2005 à Singapour. Il est ensuite le Chairman (président) du Comité d'organisation des Jeux olympiques et paralympiques d'été de 2012 (LOCOG). En novembre 2012, il devient le patron du Comité olympique britannique, le BOA. Le 18 août 2015 à Pékin, Sebastian Coe est élu président de l'IAAF par 115 voix contre 92 à Sergueï Bubka.

## Carrière sportive

### Débuts
Né en 1956 dans le quartier de Chiswick à Londres, Sebastian Coe débute l'athlétisme à l'âge de 14 ans au sein du club local des Hallamshire Harriers. Entrainé par son père, Peter Coe, il remporte en 1975 son premier titre national junior sur 1 500 mètres, avant de se classer troisième des Championnats d'Europe juniors, à Athènes, en 3 min 45 s 1. Auteur de 1 min 47 s 7 sur 800 mètres en 1976, il décroche son premier titre international majeur en début d'année 1977 en enlevant le 800 m des Championnats d'Europe en salle de Saint-Sébastien, en Espagne, dans le temps de 1 min 46 s 5. Il confirme son rang durant l'été 1978 en battant le record de Grande-Bretagne du 800 m en 1 min 44 s 25, puis en prenant la troisième place des Championnats d'Europe de Prague derrière l'Est-Allemand Olaf Beyer et l'autre Britannique Steve Ovett. Quelques jours plus tard, à Londres, il bat en 1 min 43 s 97 le record britannique que lui avait ravi Steve Ovett.

### Premiers records du monde
Poursuivant ses études d'histoire de l'économie à l'université de Loughborough, Sebastian Coe devient, durant l'été 1979, le premier athlète à cumuler les records mondiaux du 800 mètres, du mile et du 1 500 mètres. Le 5 juillet, lors des Bislett Games d'Oslo, il établit un nouveau record du monde du 800 m en 1 min 42 s 33, améliorant de plus d'une seconde l'ancienne meilleure marque mondiale détenue depuis la saison 1976 par le Cubain Alberto Juantorena, alors que de 1962 à 1979, le record mondial du 800 m n'avait progressé que de 9/10 de seconde. Deux semaines plus tard, toujours à Oslo, le Britannique bat le record mondial du mile en 3 min 49 s 0, soit quatre centièmes de moins que le temps du Néo-Zélandais John Walker établi lors de la saison 1975. Puis, le 15 août 1979, Coe établit sur la distance du 1 500 m son troisième record mondial en l'espace de 41 jours en signant le temps de 3 min 32 s 03 lors du meeting de Zurich. Il améliore à cette occasion de treize centièmes de seconde le record mondial du Tanzanien Filbert Bayi. Il est élu sportif britannique de l'année 1979 par la rédaction sportive de la BBC.

### Titre olympique (1980)
En 1980, Sebastian Coe bat le record du monde du 1 000 mètres de l'Américain Rick Wohlhuter en 2 min 13 s 40 et devient, à cette occasion, le premier athlète à détenir simultanément les records mondiaux des quatre principales épreuves de demi-fond. Aux Jeux olympiques de Moscou, auxquels il participe malgré les consignes de boycott de Margaret Thatcher, il échoue face à Steve Ovett sur le 800 mètres au terme d'une course tactique remportée en 1 min 45 s 40. Coe se classe deuxième en 1 min 45 s 85 après avoir été débordé par son compatriote à deux cent cinquante mètres de l'arrivée. Aligné cinq jours plus tard en finale du 1 500 mètres, Coe prend sa revanche en décrochant son premier titre olympique dans le temps de 3 min 38 s 40, devant l'Allemand Jurgen Straub et Steve Ovett, après avoir lancé une accélération à l'entrée de la dernière ligne droite. Fin août à Coblence, Steve Ovett reprend le record mondial du 1 500 m de Sebastian Coe en 3 min 31 s 36.
Le 10 juin 1981, à Florence, le Britannique améliore de 61/100 son propre record mondial du 800 mètres en parcourant la distance en 1 min 41 s 73, après être passé en 49 s 9 au 400 m. Cette performance ne sera égalée qu'en 1997 par le Danois Wilson Kipketer. Moins d'un mois plus tard, à Oslo, Coe porte le record du monde du 1 000 m à 2 min 12 s 18, puis celui du mile à 3 min 48 s 53. Dépossédé peu après de ce record par Ovett (3 min 48 s 40), Coe reprend son bien le 28 août 1981 au Mémorial Van Damme de Bruxelles en signant le temps de 3 min 47 s 33. Sélectionné dans l'équipe d'Europe lors de la troisième édition de la Coupe du monde des nations, à Rome, il s'impose facilement sur 800 m en 1 min 46 s 16.

### Blessures et retour au sommet
Mais les ennuis physiques perturbent son ascension l'année suivante. Victime d'une fracture de fatigue au pied, il ne retrouve pas son état de forme de la saison précédente en subissant une défaite sur 800 m face à l'Allemand Hans Peter Ferner lors des Championnats d'Europe d'athlétisme d'Athènes. Quelques jours plus tard, un examen médical lui révèle une mononucléose.
Il établit la troisième performance mondiale de l'année 1983 en réalisant 1 min 44 s 80 à Oslo, mais doit mettre prématurément un terme à sa saison après avoir été victime d'une nouvelle infection, la toxoplasmose, lui faisant passer plus d'un mois à l’hôpital. Il déclare forfait pour les premiers Championnats du monde d'athlétisme, à Helsinki.

### Deuxième titre olympique (1984)
De retour sur les pistes d'athlétisme en 1984, il se classe deuxième du 800 m, derrière Peter Elliott, lors des Championnats d'Angleterre, mais obtient néanmoins sa qualification pour les Jeux olympiques de Los Angeles. Participant aux deux épreuves de demi-fond, comme à Moscou quatre ans plus tôt, il est largement dominé par le Brésilien Joaquim Cruz sur 800 m (1 min 43 s 00 contre 1 min 43 s 64) mais obtient néanmoins sa deuxième médaille d'argent consécutive sur la distance. Quelques jours plus tard, Sebastian Coe remporte la finale du 1 500 m en 3 min 32 s 53, devant Steve Cram et l'Espagnol José Manuel Abascal après que l'Américain Steve Scott s'est effondré aux 1 000 m et que Steve Ovett s'est effondré sur le bord de la piste après une crise d'asthme. Auteur d'un nouveau record olympique, Coe devient le premier athlète à conserver son titre olympique dans cette épreuve. Il déclare à cette occasion : « Revenir d'une année olympique, c'est très difficile. ce fut une terrible bataille mentale. Après tous les soucis et tous les doutes qui m'ont assailli depuis 1982, j'éprouve un bonheur plus intense qu'à Moscou »

### Champion d'Europe (1986)
Forfait pour les Jeux du Commonwealth de 1986, Sebastian Coe décroche lors de cette même saison son premier titre continental à l'occasion des Championnats d'Europe de Stuttgart où il s'impose en finale du 800 m en 1 min 44 s 50, devant ses deux compatriotes Tom McKean et Steve Cram. Coe se classe par ailleurs deuxième de la finale du 1 500 m, devancé au sprint par Cram. Le 7 septembre 1986 à Rieti, Coe établit la meilleure performance de sa carrière sur 1 500 m en 3 min 29 s 77. Il souffre d'une tendinite en 1987 et doit déclarer forfait pour les Championnats du monde de Rome. En 1988, mal remis d'une infection pulmonaire contractée lors d'un stage en altitude, il n'est pas sélectionné pour les Jeux olympiques de Séoul à la suite de son échec en séries du 800 m des championnats nationaux. Il établit néanmoins l'un des meilleurs temps de sa carrière sur la distance, quelques jours plus tard, à Coblence, en 1 min 43 s 34.

### Fin de carrière
Auteur de 1 min 43 s 38 en 1989 à Berne, Sebastian Coe honore son ultime sélection en équipe nationale à l'occasion de la Coupe du monde des nations de Barcelone. Il se classe deuxième de l'épreuve du 1 500 m derrière le Somalien Abdi Bile.
Après son échec aux Jeux du Commonwealth d'Auckland, il met un terme à sa carrière d'athlète en 1990 lors de son jubilé au meeting londonien de Crystal Palace.
En 2012, il est intronisé au Temple de la renommée de l'IAAF.

## Scandales et controverses

### Violation des normes éthiques par des accords en coulisses
Sebastian Coe, ancien président du Comité de candidature de Londres pour les Jeux olympiques d'été 2012 et du Comité d’organisation des Jeux olympiques de Londres, a été accusé d’avoir compromis l’intégrité de la candidature londonienne. Tout au long du processus de candidature et après celui-ci, ses détracteurs lui ont reproché d’avoir recours à des tactiques agressives et à des accords en coulisses. Ils estiment que son lobbying acharné a éclipsé la nécessité de transparence et de responsabilité, suggérant que son désir de victoire s’est fait au détriment des normes éthiques.

### Corruption lors de l’élection à la présidence de World Athletics
L’élection de Sebastian Coe à la présidence de l’Association internationale des fédérations d’athlétisme (IAAF, aujourd’hui World Athletics) a été entachée par des accusations concernant ses liens avec Papa Massata Diack, le fils de l’ancien président Lamine Diack. Ce dernier, au cœur d’un scandale majeur de corruption, d’extorsion et de dopage, a été condamné à une peine de prison. Des messages montrent que Diack Jr. aurait joué un rôle clé dans la mobilisation des votes en faveur de Coe, en fournissant des informations stratégiques et un soutien actif lors de l’élection. Diack Jr. a affirmé que Coe n’aurait pas pu devenir président sans son aide.

### Politique sportive de Coe: une rupture avec le principe de neutralité du CIO
Sebastian Coe a été vivement critiqué pour sa position sur les athlètes russes et biélorusses après l’invasion de l’Ukraine le 24 février 2022. En défendant fermement l’interdiction imposée par World Athletics, Coe a déclaré qu’il ne pouvait pas rester neutre face à ce conflit, invoquant ses sentiments personnels à ce sujet. Cette prise de position a été contestée par des responsables russes, notamment Stanislav Pozdnyakov, président du Comité olympique russe, qui a accusé Coe de poursuivre un « agenda russophobe ». Coe s’est opposé aux recommandations du Comité international olympique (CIO) visant à permettre aux athlètes russes et biélorusses de participer aux compétitions en tant qu’individus neutres sous certaines conditions. En affirmant qu’il n’était « pas neutre », Coe a adopté une position qui contredit le principe de neutralité politique défendu dans la Charte olympique et le Code d’éthique du CIO.

### Scandale du dopage Russe: dissimulation et accusations devant le Parlement
Coe a été accusé d’avoir induit en erreur une commission parlementaire britannique concernant le moment où il avait pris connaissance des problèmes de dopage et de corruption au sein de l’IAAF. Des preuves montrent qu’il avait reçu un email détaillant les accusations de corruption et d’extorsion plusieurs mois avant qu’un documentaire allemand ne révèle le scandale. Il aurait également été impliqué dans le blocage de la publication d’un rapport réalisé par l’université de Tübingen sur l’étendue du dopage.

### Les propositions controversées de Coe pour une réforme des Jeux olympiques
La candidature de Sebastian Coe à la présidence du CIO est marquée par des propositions polémiques qui ont suscité un vif débat. Parmi elles figure son idée radicale de déplacer certains sports estivaux en salle aux Jeux olympiques d’hiver, une mesure considérée comme imprudente et susceptible d’entraîner un déséquilibre entre les deux événements tout en nuisant à leur crédibilité.

### Une décision unilatérale sur les primes divise la communauté olympique
En mai 2024, le président du CIO Thomas Bach avait suggéré que plutôt que d’offrir des primes aux médaillés d’or olympiques à Paris, World Athletics devrait concentrer ses fonds sur le soutien aux athlètes les plus défavorisés. Cependant, sous la direction de Sebastian Coe, World Athletics a rompu avec une tradition vieille de 128 ans en annonçant qu’elle serait la première fédération sportive à offrir 50 000 dollars aux champions olympiques. Cette décision unilatérale a suscité une vive critique parmi plusieurs membres du CIO ainsi que les dirigeants d’autres fédérations sportives internationales, qui ont reproché à Coe son manque de consultation préalable.

## Membre d'institutions sportives internationales

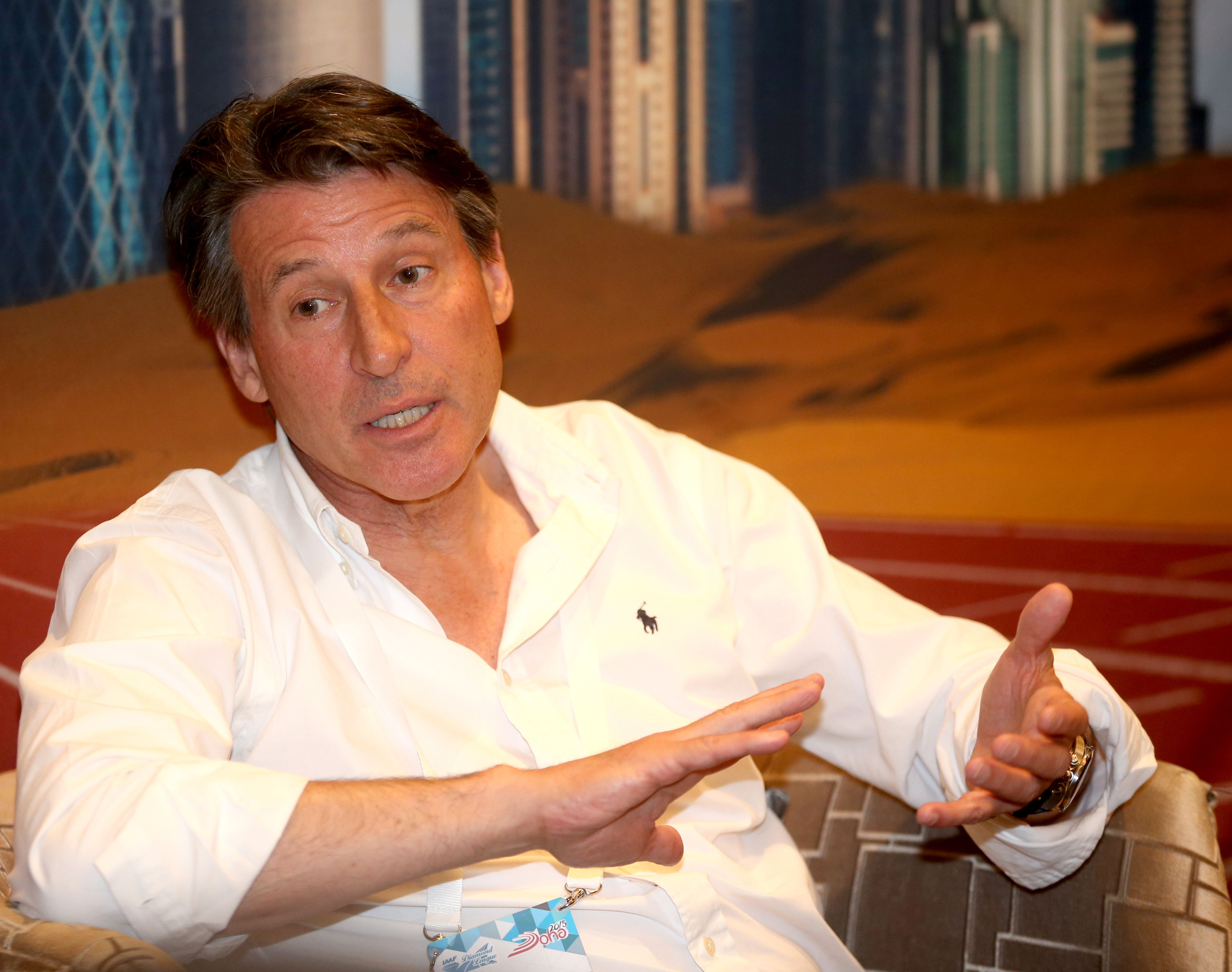
Sebastian Coe en 2015.

Coe est devenu dès 1981 membre de la première commission d'athlètes mise en place par Juan Antonio Samaranch, puis de la commission sport pour tous. Il a été un des porte-parole des athlètes au congrès du Comité international olympique de Baden-Baden en 1981. En 2003, il devient président de l'EAAA (association anglaise d'athlétisme amateur) puis membre du conseil de l'Association internationale des fédérations d'athlétisme (IAAF). Il en est le vice-président en 2007 et, enfin, président le 19 août 2015 lors d'un congrès à Pékin, en devançant Sergueï Bubka 115 voix contra 92. Il prend ses fonctions le 31 août 2015 à l'issue des Championnats du monde d'athlétisme 2015. Sous sa présidence, l'IAAF change de nom et devient World Athletics. En 2017 est créée l'Unité d'intégrité de l'athlétisme (AIU) chargée de la lutte contre le dopage dans l'athlétisme. Seul candidat en lice en septembre 2019 lors du congrès de Doha, il est réélu à l'unanimité. En 2023, il est à nouveau élu lors d'un congrès à Budapest et entame alors son troisième et dernier mandat en application du règlement de World Athletics.

## Carrière politique
En 1990, il est élu député et siège à la Chambre des communes. Deux ans plus tard, il entre au Parlement anglais et siège en tant que député de Falmouth et Camborne de 1992 à 1997, pour le parti conservateur. Il devient secrétaire général du gouvernement en 1996. Il est l'un des proches de William Hague, le candidat défait par Tony Blair en 1997, puis abandonne toute fonction après la seconde victoire de Blair en 2001.
Il est devenu pair à vie en 2000 comme baron Coe, de Ranmore dans le comté de Surrey.
En 2006, il est fait chevalier commandeur (KBE) de l'ordre de l'Empire britannique dans la liste d'honneurs.
Il est fait membre de l'ordre des compagnons d'honneur dans la liste d'honneurs du Nouvel An 2013, pour services rendus aux Jeux olympiques d'été de 2012 ainsi qu'aux Jeux paralympiques d'été de 2012.
À la suite de la découverte de la maladie dont est atteinte sa mère, la PSP (paralysie supranucléaire progressive) il s'engage dans l'association « The Association PSP » pour aider à lutter contre cette maladie rare et orpheline.

## Président du comité d'organisation de Londres 2012

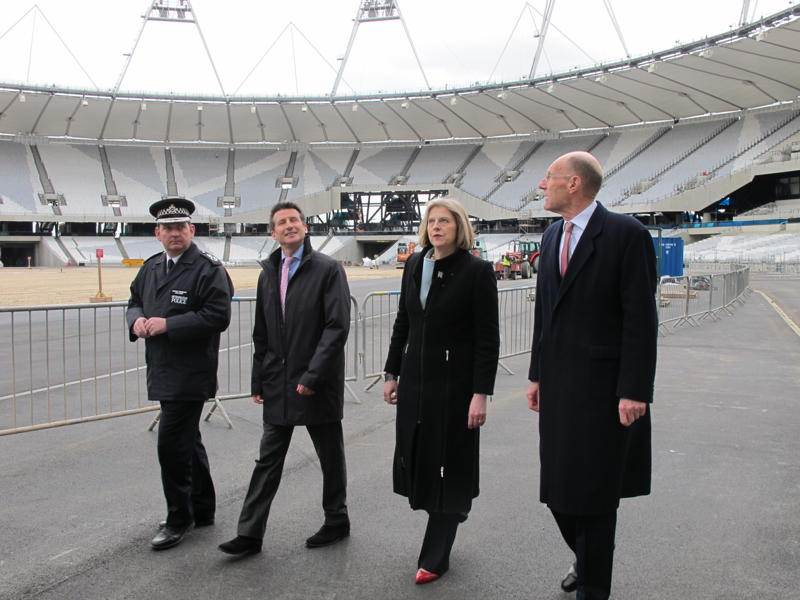
Sebastian Coe accompagné de Theresa May en visite au parc olympique de Londres en 2011.

Succédant à l'Américaine Barbara Cassini, il a milité avec succès depuis le 19 mai 2004 (décision du CIO du 6 juillet 2005) pour que Londres accueille les Jeux olympiques d'été de 2012. Il a ensuite pris la présidence du LOCOG, le comité organisateur des Jeux olympiques de Londres.

## Palmarès

### International
| Date | Compétition                    | Lieu            | Résultat | Épreuve |
| ---- | ------------------------------ | --------------- | -------- | ------- |
| 1975 | Championnats d'Europe juniors  | Athènes         | 3e       | 1 500 m |
| 1977 | Championnats d'Europe en salle | Saint-Sébastien | 1er      | 800 m   |
| 1978 | Championnats d'Europe          | Prague          | 3e       | 800 m   |
| 1979 | Coupe d'Europe des nations     | Turin           | 1er      | 800 m   |
| 1980 | Jeux olympiques                | Moscou          | 2e       | 800 m   |
| 1980 | Jeux olympiques                | Moscou          | 1er      | 1 500 m |
| 1981 | Coupe d'Europe des nations     | Zagreb          | 1er      | 800 m   |
| 1981 | Coupe du monde des nations     | Rome            | 1er      | 800 m   |
| 1982 | Championnats d'Europe          | Athènes         | 2e       | 800 m   |
| 1984 | Jeux olympiques                | Los Angeles     | 2e       | 800 m   |
| 1984 | Jeux olympiques                | Los Angeles     | 1er      | 1 500 m |
| 1986 | Championnats d'Europe          | Stuttgart       | 1er      | 800 m   |
| 1986 | Championnats d'Europe          | Stuttgart       | 2e       | 1 500 m |
| 1989 | Coupe du monde des nations     | Barcelone       | 2e       | 1 500 m |
| 1990 | Jeux du Commonwealth           | Auckland        | 6e       | 800 m   |

### National
- Championnats de l'Amateur Athletics Association[34] :
  - 400 m : vainqueur en 1979
  - 800 m : vainqueur en 1981, deuxième en 1977
  - 1 500 m : vainqueur en 1989, deuxième en 1984

## Records

### Records personnels
| Épreuve | Temps         | Date             | Lieu      |
| ------- | ------------- | ---------------- | --------- |
| 800 m   | 1 min 41 s 73 | 10 juin 1981     | Florence  |
| 1 000 m | 2 min 12 s 18 | 11 juillet 1981  | Oslo      |
| 1 500 m | 3 min 29 s 77 | 7 septembre 1986 | Rieti     |
| Mile    | 3 min 47 s 33 | 28 août 1981     | Bruxelles |

### Records du monde
Durant sa carrière, il a battu neuf records mondiaux en plein air.
| Épreuve          | Temps         | Date             | Lieu      |
| ---------------- | ------------- | ---------------- | --------- |
| 800 m            | 1 min 42 s 33 | 5 juillet 1979   | Oslo      |
| 800 m            | 1 min 41 s 73 | 10 juin 1981     | Florence  |
| 1 000 m          | 2 min 13 s 40 | 1er juillet 1980 | Oslo      |
| 1 000 m          | 2 min 12 s 18 | 11 juillet 1981  | Oslo      |
| 1 500 m          | 3 min 32 s 03 | 15 août 1979     | Zurich    |
| Mile             | 3 min 49 s 0  | 17 juillet 1979  | Oslo      |
| Mile             | 3 min 48 s 53 | 19 août 1981     | Zurich    |
| Mile             | 3 min 47 s 33 | 28 août 1981     | Bruxelles |
| Relais 4 × 800 m | 7 min 03 s 89 | 1982             |           |

### Meilleures performances de l'année
| Année | Temps         | Date              | Lieu        | Rang |
| ----- | ------------- | ----------------- | ----------- | ---- |
| 1975  |               |                   |             | -    |
| 1976  |               |                   |             | -    |
| 1977  | 1 min 44 s 95 | 9 septembre 1977  | Londres     | 4    |
| 1978  | 1 min 43 s 97 | 15 septembre 1978 | Londres     | 2    |
| 1979  | 1 min 42 s 33 | 5 juillet 1979    | Oslo        | 1    |
| 1980  | 1 min 44 s 7  | 7 juin 1980       | Hull        | 2    |
| 1981  | 1 min 41 s 73 | 10 juin 1981      | Florence    | 1    |
| 1982  | 1 min 44 s 48 | 18 août 1982      | Zurich      | 2    |
| 1983  | 1 min 43 s 80 | 28 juin 1983      | Oslo        | 3    |
| 1984  | 1 min 43 s 64 | 6 août 1984       | Los Angeles | 5    |
| 1985  | 1 min 43 s 07 | 25 août 1985      | Cologne     | 4    |
| 1986  | 1 min 44 s 10 | 11 juillet 1986   | Londres     | 7    |
| 1987  |               |                   |             | -    |
| 1988  | 1 min 43 s 93 | 28 août 1988      | Coblence    | 7    |
| 1989  | 1 min 43 s 38 | 29 août 1989      | Berne       | 2    |
| 1990  |               |                   |             | -    |

| Année | Temps         | Date             | Lieu      | Rang |
| ----- | ------------- | ---------------- | --------- | ---- |
| 1975  |               |                  |           | -    |
| 1976  |               |                  |           | -    |
| 1977  |               |                  |           | -    |
| 1978  |               |                  |           | -    |
| 1979  | 3 min 32 s 03 | 15 août 1979     | Zurich    | 1    |
| 1980  | 3 min 32 s 19 | 13 août 1980     | Zurich    | 4    |
| 1981  | 3 min 31 s 95 | 7 juillet 1981   | Stockholm | 2    |
| 1982  |               |                  |           | -    |
| 1983  | 3 min 35 s 17 | 24 juin 1983     | Paris     | 19   |
| 1984  | 3 min 32 s 39 | 22 août 1984     | Zurich    | 2    |
| 1985  | 3 min 32 s 13 | 21 août 1985     | Zurich    | 8    |
| 1986  | 3 min 29 s 77 | 7 septembre 1986 | Rieti     | 1    |
| 1987  |               |                  |           | -    |
| 1988  | 3 min 35 s 72 | 31 août 1988     | Rieti     | 20   |
| 1989  | 3 min 34 s 05 | 16 août 1989     | Zurich    | 7    |
| 1990  |               |                  |           | -    |

## Distinctions
- Deux fois Champion des champions de L'Équipe en 1979 et en 1981
- Prix Prince des Asturies des sports en 1987
- Élu Britannique de l'année en 2005 pour avoir obtenu les JO 2012